# Jean-Baptiste Enjelvin
Jean-Baptiste Enjelvin est un homme politique français né en 1758 à Saugues (Haute-Loire) et décédé le 13 septembre 1815 à Orcines (Puy de Dôme). Il a été maire de Pontgibaud.
Industriel, il est élu député du Puy-de-Dôme au Conseil des Cinq-Cents le 23 germinal an VI.

## Sources
- « Jean-Baptiste Enjelvin », dans Adolphe Robert et Gaston Cougny, Dictionnaire des parlementaires français, Edgar Bourloton, 1889-1891 [détail de l’édition]